# Anapu (kommun)
Anapu är en kommun i Brasilien.   Den ligger i delstaten Pará, i den centrala delen av landet, 1 400 km norr om huvudstaden Brasília. Antalet invånare är 20 493.
Följande samhällen finns i Anapu:
- Anapu

I omgivningarna runt Anapu växer i huvudsak städsegrön lövskog. Runt Anapu är det mycket glesbefolkat, med 2 invånare per kvadratkilometer.